# دونیتس
دونیتس (به آلمانی: Dönitz) یک منطقهٔ مسکونی در آلمان است که در کلوتزه واقع شده‌است. دونیتس ۱۳۸ نفر جمعیت دارد.